# Estados-membros das Nações Unidas

Mapa dos Estados membros da ONU e seus territórios dependentes como tal reconhecidos pela ONU. Regiões excluídas: Antártida (regulado pelo Tratado da Antártida), Cidade do Vaticano (a Santa Sé é um observador das Nações Unidas), territórios palestinos (Palestina, representada pela Autoridade Nacional Palestina, é um observador das Nações Unidas), e Saara Ocidental (território em disputa entre Marrocos e a Frente Polisário). Territórios dos Estados não reconhecidos pela ONU não são excluídos devido à posição da ONU de que eles são parte de algum Estado membro da ONU. A ONU considera Taiwan como parte da República Popular da China "os únicos representantes legais da China" na ONU.

Há 193 Estados-membros das Nações Unidas, e apenas Estados podem ser membros plenos e participar de sua Assembleia Geral. Outros organismos intergovernamentais e algumas entidades legalmente reconhecidas podem participar como observadores, com direito a voz mas sem direito a voto.

## Atuais países-membros
A lista que se segue inclui todos os países-membros, por ordem alfabética:
Os 51 membros fundadores (destacados em negrito e ' * ') foram admitidos em 1945; destes, 49 são ainda membros ou tiveram o lugar substituído por um estado sucessor (p.ex. a Federação Russa tomou o lugar da antiga União Soviética). Os outros dois membros fundadores foram a Checoslováquia e a Jugoslávia. No caso da China, a República da China foi substituída pela República Popular da China (como estado sucessor) em 25 de outubro de 1971.

### A
- Afeganistão - 19 de novembro de 1946
- África do Sul - 7 de novembro de 1945 *
- Albânia - 14 de dezembro de 1955
- Alemanha - 18 de setembro de 1973
- Andorra - 28 de julho de 1993
- Angola - 1 de dezembro de 1976
- Antígua e Barbuda - 11 de novembro de 1981
- Arábia Saudita - 24 de outubro de 1945 *
- Argélia - 8 de outubro de 1962
- Argentina - 24 de outubro de 1945 *
- Armênia - 2 de março de 1992 Obs. nº 11
- Austrália - 1 de novembro de 1945 *
- Áustria - 14 de dezembro de 1955
- Azerbaijão - 2 de março de 1992 Obs. nº 11

### B
- Bahamas - 18 de setembro de 1973
- Bahrein - 21 de setembro de 1971
- Bangladesh - 17 de setembro de 1974
- Barbados - 9 de dezembro de 1966
- Bélgica - 27 de dezembro de 1945 *
- Belize - 25 de setembro de 1981
- Benim - 20 de setembro de 1960
- Bielorrússia - 24 de outubro de 1945 *Obs. nº 11
- Bolívia - 14 de novembro de 1945 *
- Bósnia e Herzegovina - 22 de maio de 1992 Obs. nº 7
- Botswana - 17 de outubro de 1966
- Brasil - 24 de outubro de 1945 *
- Brunei - 21 de setembro de 1984
- Bulgária - 14 de dezembro de 1955
- Burquina Fasso - 20 de setembro de 1960
- Burundi - 18 de setembro de 1962
- Butão - 21 de setembro de 1971

### C
- Cabo Verde - 16 de setembro de 1975
- Camarões - 20 de setembro de 1960
- Camboja - 14 de dezembro de 1955
- Canadá - 9 de novembro de 1945 *
- Catar - 21 de setembro de 1971
- Cazaquistão - 2 de março de 1992 Obs. nº 11
- Chade - 20 de setembro de 1960
- Chile - 24 de outubro de 1945 *
- China - 24 de outubro de 1945 * Obs. nº 3
- Chipre - 20 de setembro de 1960
- Colômbia - 5 de novembro de 1945 *
- Comores - 12 de novembro de 1975
- República Democrática do Congo - 20 de setembro de 1960 Obs. nº 8
- República do Congo - 20 de setembro de 1960 Obs. nº 8
- Coreia do Norte - 17 de setembro de 1991
- Coreia do Sul - 17 de setembro de 1991
- Costa do Marfim - 20 de setembro de 1960
- Costa Rica - 2 de novembro de 1945 *
- Croácia - 22 de maio de 1992
- Cuba - 24 de outubro de 1945 *

### D
- Dinamarca - 24 de outubro de 1945 *
- Djibuti - 20 de setembro de 1977
- Dominica - 18 de dezembro de 1978

### E
- Egito - 24 de outubro de 1945 * Obs. nº 4
- Emirados Árabes Unidos - 9 de dezembro de 1971
- El Salvador - 24 de outubro de 1945 *
- Equador - 21 de dezembro de 1945 *
- Eritreia - 28 de maio de 1993
- Eslováquia - 19 de janeiro de 1993 Obs. nº 9
- Eslovênia - 22 de maio de 1992 Obs. nº 7
- Espanha - 14 de dezembro de 1955
- Essuatíni - 24 de setembro de 1968
- Estados Unidos - 24 de outubro de 1945 *
- Estónia - 17 de setembro de 1991 Obs. nº 11
- Etiópia - 13 de novembro de 1945 *

### F
- Fiji - 13 de outubro de 1970
- Filipinas - 24 de outubro de 1945 *
- Finlândia - 2 de dezembro de 1955
- França - 24 de outubro de 1945 *

### G
- Gabão - 20 de setembro de 1960
- Gâmbia - 21 de setembro de 1965
- Gana - 8 de março de 1957
- Geórgia - 31 de julho de 1992 Obs. nº 11
- Granada - 17 de setembro de 1974
- Grécia - 25 de outubro de 1945 *
- Guiana - 20 de setembro de 1966
- Guatemala - 21 de novembro de 1945 *
- Guiné - 12 de dezembro de 1958
- Guiné-Bissau - 17 de setembro de 1974
- Guiné Equatorial - 12 de novembro de 1968

### H
- Haiti - 24 de outubro de 1945 *
- Honduras - 17 de dezembro de 1945 *
- Hungria - 14 de dezembro de 1955

### I
- Iêmen - 30 de setembro de 1947 Obs. nº 5
- Islândia - 19 de novembro de 1946
- Índia - 30 de outubro de 1945 *
- Indonésia - 28 de setembro de 1950 Obs. nº 6
- Irão - 24 de outubro de 1945 *
- Iraque - 21 de dezembro de 1945 *
- Irlanda - 14 de dezembro de 1955
- Israel - 11 de maio de 1949
- Itália - 14 de dezembro de 1955

### J
- Jamaica - 18 de setembro de 1962
- Japão - 18 de dezembro de 1956
- Jordânia - 14 de dezembro de 1955

### K
- Kiribati - 14 de setembro de 1999
- Kuwait - 14 de maio de 1963

### L
- Laos - 14 de dezembro de 1955
- Lesoto - 17 de outubro de 1966
- Letónia - 17 de setembro de 1991 Obs. nº 11
- Líbano - 24 de outubro de 1945 *
- Libéria - 2 de novembro de 1945 *
- Líbia - 14 de dezembro de 1955
- Liechtenstein - 18 de setembro de 1990
- Lituânia - 17 de setembro de 1991 Obs. nº 11
- Luxemburgo - 24 de outubro de 1945 *

### M
- Macedônia do Norte - 8 de abril de 1993
- Madagáscar - 20 de setembro de 1960
- Malawi - 1 de dezembro de 1964
- Malásia - 17 de setembro de 1957 Obs. nº 6
- Maldivas - 21 de setembro de 1965
- Mali - 28 de setembro de 1960
- Malta - 1 de dezembro de 1964
- Marrocos - 12 de novembro de 1956
- Ilhas Marshall - 17 de setembro de 1991
- Mauritânia - 27 de outubro de 1961
- Ilhas Maurícias - 24 de abril de 1968
- México - 7 de novembro de 1945 *
- Myanmar - 19 de abril de 1948 Obs. nº 2
- Estados Federados da Micronésia - 17 de setembro de 1991
- Moldávia - 2 de março de 1992 Obs. nº 11
- Mónaco - 28 de maio de 1993
- Mongólia - 27 de outubro de 1961
- Montenegro - 28 de junho de 2006
- Moçambique - 16 de setembro de 1975

### N
- Namíbia - 23 de maio de 1990
- Nauru - 14 de setembro de 1999
- Nepal - 14 de dezembro de 1955
- Nicarágua - 24 de outubro de 1945 *
- Níger - 20 de setembro de 1960
- Nigéria - 7 de outubro de 1960
- Noruega - 27 de novembro de 1945 *
- Nova Zelândia - 24 de outubro de 1945 *

### O
- Omã - 7 de outubro de 1971

### P
- Países Baixos - 10 de dezembro de 1945 *
- Paquistão - 30 de setembro de 1947
- Palestina (Estado Observador)
- Palau - 15 de dezembro de 1994
- Panamá - 13 de novembro de 1945 *
- Papua-Nova Guiné - 10 de outubro de 1975
- Paraguai - 24 de outubro de 1945 *
- Peru - 31 de outubro de 1945 *
- Polónia - 24 de outubro de 1945 *
- Portugal - 14 de dezembro de 1955

### Q
- Quênia - 16 de dezembro de 1963
- Quirguistão - 2 de março de 1992 Obs. nº 11

### R
- Reino Unido - 20 de novembro de 1945 *
- República Centro-Africana - 20 de setembro de 1960
- Chéquia - 19 de janeiro de 1993 Obs. nº 9
- República Dominicana - 24 de outubro de 1945 *
- Roménia - 14 de dezembro de 1955
- Ruanda - 18 de setembro de 1962
- Rússia - 24 de outubro de 1945 * Obs. nº 11

### S
- Ilhas Salomão - 17 de setembro de 1978
- San Marino - 2 de março de 1992
- São Cristóvão e Neves - 23 de setembro de 1983
- Santa Lúcia - 18 de setembro de 1979
- São Tomé e Príncipe - 16 de setembro de 1975
- São Vicente e Granadinas - 16 de setembro de 1980
- Samoa - 15 de dezembro de 1976
- Senegal - 28 de setembro de 1960
- Sérvia - 1 de novembro de 2000
- Serra Leoa - 17 de setembro de 1961
- Seicheles - 21 de setembro de 1976
- Singapura - 21 de setembro de 1965 Obs. nº 6
- Síria - 24 de outubro de 1945 *
- Somália - 20 de setembro de 1960
- Sri Lanka - 14 de dezembro de 1955
- Sudão - 12 de novembro de 1956 Obs. nº 12
- Sudão do Sul - 14 de julho de 2011 Obs. nº 12
- Suécia - 19 de novembro de 1946
- Suíça  - 10 de setembro de 2002
- Suriname - 4 de dezembro de 1975

### T
- Tajiquistão - 2 de março de 1992 Obs. nº 11
- Tailândia - 16 de dezembro de 1946
- Tanzânia - 14 de dezembro de 1961 Obs. nº 10
- Timor-Leste - 27 de setembro de 2002
- Togo - 20 de setembro de 1960
- Tonga - 14 de setembro de 1999
- Trinidad e Tobago - 18 de setembro de 1962
- Tunísia - 12 de novembro de 1956
- Turquemenistão - 2 de março de 1992 Obs. nº 11
- Turquia - 24 de outubro de 1945 *
- Tuvalu - 5 de setembro de 2000

### U
- Ucrânia - 24 de outubro de 1945 * Obs. nº 11
- Uganda - 25 de outubro de 1962
- Uruguai - 18 de dezembro de 1945 *
- Uzbequistão - 2 de março de 1992 Obs. nº 11

### V
- Vanuatu - 15 de setembro de 1981
- Vaticano (Estado Observador)
- Venezuela - 15 de novembro de 1945 *
- Vietname - 20 de setembro de 1977

### Z
- Zâmbia - 1 de dezembro de 1964
- Zimbabwe - 25 de agosto de 1980

## Observações
1. Alemanha

Estados membros da ONU exibidos pela década em que se juntaram à ONU.
1945 (membros originais)
1946–1959
1960–1989
1990–hoje
estados não membros

A República Federal da Alemanha (RFA) e a República Democrática Alemã (RDA) ingressaram na ONU no mesmo dia, 18 de setembro de 1973. A reunificação alemã provocou o desaparecimento da RDA devido à integração, tornando a vaga alemã da RFA em 3 de outubro de 1990.
2. Birmânia
A antiga Birmânia mudou seu nome em 1989 para Mianmar.
3. China e Taiwan
A República da China foi um dos membros fundadores das Nações Unidas em 1945. Em 1949, com o fim da guerra civil chinesa, o governo da República da China do partido Kuomintang de Chiang Kai-shek refugiou-se em Taiwan, passando o controle da parte continental do país para a nova República Popular da China, com um governo comunista.
O assento chinês na ONU foi ocupado pela República da China até o dia 25 de outubro de 1971, data da resolução 2758 da Assembleia Geral das Nações Unidas, que substitui Taiwan pela República Popular da China em todas as instâncias da ONU, inclusive no Conselho de Segurança.
Desde 1991, a República da China (ROC) tem feito repetidamente petições para reinclusão na ONU, como representação da população de Taiwan, em vez de todos na China, usando as designações “República da China em Taiwan”, “República da China (Taiwan)” ou apenas “Taiwan”. No entanto, todas as tentativas foram negadas, porque o pedido não consegue votos suficientes para a agenda ou porque foi rejeitada pela ONU, devido à oposição da República Popular da China (PRC).
Em julho de 2007, o atual presidente de Taiwan, Chen Shui-bian apresentou a 15.ª solicitação para se unir às Nações Unidas, sob o nome de Taiwan, mas que foi rejeitada pelo Escritório de Assuntos Jurídicos da ONU, citando a Resolução 2 758 da Assembleia Geral.
Em resposta à rejeição da ONU, o governo da ROC tem esclarecido que Taiwan não é parte da China, e que a Resolução 2 758 não toca a questão da representação de Taiwan na ONU, e portanto não impede a participação de Taiwan como uma nação soberana independente.
Por outro lado, o governo da PRC, que afirma que Taiwan é parte integrante da China, elogia que a decisão das Nações Unidas “foi tomada em acordo com o Estatuto da ONU e da Resolução 2 758 da Assembleia Geral.
Até hoje, todas as tentativas de incluir novamente a República da China (Taiwan) como representante dos "23 milhões de habitantes" de Taiwan no sistema das Nações Unidas foram infrutíferas.
4. Egito
A República Árabe Unida foi membro de 21 de fevereiro de 1958 até 2 de setembro de 1971, quando o Egito mudou de nome para República Árabe do Egito.
5. Iêmen (Iémen)
A República Árabe do Iêmen ingressou na ONU em 30 de setembro de 1947, enquanto a República Democrática Popular do Iêmen ingressou em 14 de dezembro em 1967. Os dois países se uniram em 1990 e o status de seus assentos foram transferidos para o Iêmen.
6. Indonésia, Malásia e Cingapura (Singapura)
A Federação Malaia ingressou à ONU em 1957. Em 16 de setembro de 1963, formou-se a Federação Malásia, unindo o antigo território Malaio a Singapura, Bornéu do Norte (Sabah) e Sarawak. Singapura tornou-se um estado independente em 9 de agosto de 1965.
A Indonésia, com pretensões territoriais sobre a Malásia, retirou-se temporariamente da ONU em 1965 como protesto ao ingresso deste país no Conselho de Segurança. Após revoltas populares e tentativas de um golpe militar no mesmo ano, Sukarno perdeu o poder para o militar Suharto, que reintegrou o país na ONU em 1966.
7. Iugoslávia (Jugoslávia)
A Iugoslávia foi a primeira a ratificar a Carta das Nações Unidas, em 19 de outubro de 1945, e foi membro efetivo até 10 de novembro de 2000. Os novos países que surgiram por sua dissolução se integraram à ONU nas seguintes datas:
- A Bósnia e Herzegovina, a Croácia e a Eslovênia em 22 de maio de 1992.
- A atual Macedônia do Norte em 8 de abril de 1993 pela resolução A/RES/47/225 da Assembleia Geral, com a observação do necessário acordo com relação à disputa surgida pela utilização de seu nome com a Grécia. Por isso, foi oficialmente designada pela ONU de Antiga República Iugoslava da Macedônia.
- A República Federal da Jugoslávia em 1 de novembro de 2000. A constituição promulgada em 4 de fevereiro de 2003 mudou o nome do país para Sérvia e Montenegro.
- Montenegro declarou sua independência da Sérvia em 3 de junho de 2006 após referendo realizado em 21 de maio do mesmo ano. Em menos de 1 mês, a ONU reconheceu sua independência. Como previsto nos acordos entre a Sérvia e Montenegro, a Sérvia passou a ocupar o assento da antiga Sérvia e Montenegro.

8. República Democrática do Congo e República do Congo
A República Democrática do Congo foi originalmente admitida como Zaire em 20 de setembro de 1960. Mudou seu nome em 17 de maio de 1997. A República do Congo foi aceita com o nome de Congo.
9. Tchecoslováquia (Checoslováquia)
A Tchecoslováquia foi um dos membros fundadores das Nações Unidas. Com a repartição do país, a Chéquia (República Checa) e a Eslováquia aderiram à ONU em 19 de janeiro de 1993.
10. Tanganica (Tanganhica) e Zanzibar
Tanganica aderiu à ONU em 14 de dezembro de 1961 e Zanzibar em 16 de dezembro de 1963. Os dois países acabariam por se fundir em 1964, formando a Tanzânia, que ocupou o lugar dos dois países.
11. União das Repúblicas Socialistas Soviéticas (URSS)
A União das Repúblicas Socialistas Soviéticas foi membro fundador das Nações Unidas, ingressando em 24 de outubro de 1945, permanecendo até 23 de dezembro de 1991. Seu assento foi tomado pela Rússia, sob o nome de Federação Russa.
- A Bielorrússia e Ucrânia também foram membros fundadores das Nações Unidas, ingressando em 24 de outubro de 1945.
- A Estônia, a Letônia e a Lituânia foram admitidas em 17 de setembro de 1991.
- A Armênia, o Azerbaijão, o Cazaquistão, o Quirguistão, a Moldávia, o Tajiquistão, o Turquemenistão (Turcomenistão) e o Uzbequistão foram admitidos em 2 de março de 1992.
- A Geórgia foi admitida em 31 de julho de 1992.

12. Sudão e Sudão do Sul
O Sudão aderiu à ONU em 12 de dezembro de 1956 sob o nome de República do Sudão. Após um referendo, organizado com a ajuda da ONU para conter a guerra civil que havia se espalhado pelo país, o Sudão do Sul declarou a sua independência em 9 de julho de 2011, tendo tido aceitação como membro da ONU em 14 de julho de 2011.

## Membros observadores
Adicionalmente aos estados-membros, há os estados observadores não membros: a Santa Sé (Cidade do Vaticano), que mantém um observador permanente em uma missão no escritório das Nações Unidas.  Em 29 de novembro de 2012, a Autoridade Nacional Palestiniana foi admitida como Estado observador. Por longo tempo, devido a sua tradição de neutralidade, a Suíça permaneceu como observadora. No entanto, após um referendo nacional, tornou-se um membro pleno em 10 de setembro de 2002.
O Saara Ocidental mantém laços diplomáticos com aproximadamente 70 estados e é membro pleno da União Africana como República Árabe Sarauí Democrática. No entanto, por não ter soberania efetiva, administrando apenas uma pequena região no território do Saara Ocidental e com um governo no exílio baseado no campo de refugiados de Tindouf, Argélia, não é representado na ONU.
Algumas organizações internacionais, organizações não governamentais ou entidades cuja soberania e status não são precisamente definidos, como o Comitê International da Cruz Vermelha, o Rotary International e a Ordem dos Cavaleiros Hospitalários da Cruz de Malta (SMOM), têm o mesmo status de observadores, mas não como estados.